# Rescuporis II
Tiberio Julio Rescuporis II Philocaesar Philoromaios Eusebes (en griego: Τιβέριος Ἰούλιος Ῥησκούπορις Β' Φιλόκαισαρ Φιλορώμαίος Eυσεbής : Τιβέριος Ἰούλιος Ῥησκούπορις Β' Φιλόκαισαρ Φιλορώμαίος Eυσεbής ; muerto en 227) fue un rey del Bósforo que reinó aproximadamente de 210/211 a 227.

## Origen
Rescuporis II es hijo y sucesor de Sauromates II II. Como él, se proclama « sucesor de reyes descendientes de Poseidón, de Heracles y de Eumolpo ».

## Reinado
El reinado de Rescuporis II es contemporáneo de los emperadores romanos Septimio Severo, Caracalla, Macrino, Heliogábalo y Alejandro Severo.
Una inscripción datada en 220 evoca al rey con ocasión de la restauración de un pórtico por un cierto Beibios, hijo de Achaimenès :
Quedan igualmente numerosas piezas en electro de este rey con la leyenda « BACIΛEWC PHCKOVΠΟΡΙΔOC », representando al anverso la cabeza imberbe, después barbada de Rescuporis, mirando hacia la derecha, con los cabellos largos y una diadema, y al dorso las cabezas laureadas de los emperadores sucesivos, Caracalla, Heliogábalo y Alejandro Severo igualmente hacia la derecha, y debajo con la fecha del año de la era del Ponto utilizado en el reino de Bósforo.

## Posteridad
Rescuporis II deja dos hijos que se suceden en el trono :